# Ludwika Godlewska
Ludwika Godlewska ps. "Exterus" (ur. 11 października 1863 w Niegłosach (obecnie osiedle w Płocku), zm. 28 stycznia 1901 w Görbersdorf na Dolnym Śląsku) – polska powieściopisarka, epigonka pozytywizmu.
Jako pisarka debiutowała nowelką Pan Apolinary Prądaszyński w piśmie „Słowo” w roku 1895. Długo przebywała za granicą, lecząc chorobę płuc.

## Życiorys
Ludwika Godlewska urodziła się 11 października 1863 r. w Niegłosach pod Płockiem, gdzie ojciec autorki, Roch Bernard Godlewski był pierwszym dyrektorem Szkoły Rolniczej, założonej przez Wielopolskiego w 1859 r. Matka Ludwiki, Felicjanna Małgorzata była córką Jana Tokarskiego byłego oficera wojsk polskich i uczestnika powstania listopadowego. Gdy w 1863 r. Rosjanie zajęli Szkołę Rolniczą w Niegłosach, rodzina Godlewskich udała się do dziadków do Chojna. Tam autorka spędziła najmłodsze lata do 1870 r. to jest do czasu kupienia majątku Kłokock niedaleko Lipna w ziemi dobrzyńskiej. W Kłokocku Godlewska spędziła większość swojego życia z wyjątkiem kilku ostatnich lat pobytu w Warszawie i wyjazdami za granicę w celach leczniczych.
Godlewska kształciła się przeważnie w domu razem ze swymi czterema braćmi. Dla uzupełnienia edukacji domowej rodzice wysłali piętnastoletnią Ludwikę do Warszawy na tajną pensję panien Wróblewskich. Nauka odbywała się tylko po francusku. Panny w wieku od 15 do 18 lat uczyły się arytmetyki, stylistyki, literatury francuskiej, rysunku i muzyki. Po dwuletnim pobycie na pensji, gdzie Godlewska wykazała się dużymi zdolnościami do muzyki i rysunku, wyjechała na rok do Płocka. Tam, w zakładzie panien Hanusz w dalszym ciągu rozwijała swój talent muzyczny i przygotowywała się do roli gospodyni domu. Choć jej wykształcenie nie odbiegało od przeciętnego wykształcenia panny na wydaniu, to wrodzona inteligencja, zamiłowanie do czytania i zmysł obserwacji pozwoliły autorce zgromadzić duży materiał, który wykorzystała w swych utworach.
W 1891 roku Godlewska zmuszona była do wyjazdu w celu podreperowania zdrowia. Dwuletni niemal pobyt w miejscowościach uzdrowiskowych: Bad Gleichenberg, Merano i Gorycji przyniósł poprawę zdrowia i wiele przeżyć, które znalazły oddźwięk w jej pierwszej powieści Po zdrowie. Godlewska przeżyła wtedy wielką i odwzajemnioną miłość do człowieka żonatego i dużo od niej starszego. Miłość ta była przyczyną wielu załamań psychicznych. Skończyła się tak, jak miłość Zofii i Ruszyca w powieści Po zdrowie – rozstaniem, zgodnie z wolą rodziców i poglądami autorki. Podczas pobytu za granicą Godlewska zwiedziła Wenecję, Mediolan, Weronę i Triest, poznała dużo osób ze świata nauki i sztuki i ustaliła swój światopogląd.
Po powrocie do kraju autorka zdecydowała się na podjęcie pracy nauczycielki w Warszawie, gdzie zamieszkała wspólnie z siostrą. Aby podnieść swoje kwalifikacje, dołączyła do kompletu uczennic nauczyciela fizyki Kramsztyka i gorliwie wypełniała luki w wykształceniu. W tym czasie zaczęła również tłumaczyć teksty z języka francuskiego dla redakcji „Słowa”. W „Słowie” wydrukowano również jej pierwszą nowelę pod tytułem Pan Apolinary Prądaszyński. Powieść Po zdrowie, będąca pierwszym utworem Godlewskiej, wyszła w „Ateneum”. Redaktor tego pisma Piotr Chmielowski, znany krytyk i historyk literatury, wydał o niej przychylną opinię, co równało się wprowadzeniu Godlewskiej w koła pisarzy. Odtąd kariera literacka autorki, występującej pod pseudonimem „Exterus”, toczyła się równo, bez załamań i konfliktów. W latach 1894–1899 powstały wszystkie jej dzieła. Są to: cztery powieści, jeden szkic powieściowy i osiem nowel. Utwory te powstały częściowo w Kłokocku, częściowo w Warszawie. Większe dzieła powstały w rodzinnym domu, którego nastrój sprzyjał twórczej pracy autorki.
Stan zdrowia Godlewskiej pogarszał się z roku na rok. Jesień 1898 r. przyniosła pisarce z jednej strony zwycięstwo powieści pt. Dobrane pary w konkursie powieściowym „Głosu”, z drugiej zapowiedź nieuleczalnej choroby płuc. W zimie 1897 r. Godlewska wyjechała znowu za granicę do Nervi, potem do Bozen-Gries i Bad Gleichenberg. Tam pozostawała pod opieką słynnego wówczas profesora medycyny we Lwowie dr. Sobierańskiego. Po kilku miesiącach wróciła do Kłokocka chora. Następnie wyjechała do Zakopanego. Tam poznała wielu wybitnych ludzi: Sienkiewicza, Przybyszewskiego, Rydla, Witkiewicza. Kuracja klimatyczna okazała się jednak nieskuteczna. We wrześniu 1899 r. Godlewska wróciła do Warszawy, a następnie znów wyjechała do Lwowa pod opiekę dr. Sobierańskiego. Ze Lwowa wyjechała do Görbersdorf na Dolnym Śląsku w Rzeszy Niemieckiej, gdzie 28 stycznia 1901 r. zakończyła życie. Ludwika Godlewska została pochowana w rodzinnym grobie na Powązkach.

## Utwory
- 1895: Pan Apolinary Prądaszyński
- 1896: Po zdrowie (powieść autobiograficzna) Ateneum 1895-6, Warszawa Gebethner i Wolff 1896[1]
- 1896: W zapadłym kącie Kurier Warszawski
- 1897: Kato, Ateneum 1897, Warszawa: nakładem red. "Głosu" 1898[2][3]
- 1897: Kwiat aloesu,Tygodnik Ilustrowany t.1 1897, Warszawa: nakładem red. "Gazety Polskiej" (zbiór nowel t.1)1899[4]
- 1897: W karnawale ,Głos 1897, Gazeta Polska (zbiór nowel) 1899
- 1897: Feministka, Ster 1897, Gazeta Polska (zbiór nowel) 1899
- 1898: Do słońca, Kurier Niedzielny
- 1898: Ksiądz Roch Osypka, Echa Płockie 1898, Gazeta Polska (zbiór nowel) 1899
- 1900: Dobrane pary, Lwów: Towarzystwo Wydawnicze[5]
- 1912: Jesień, wydanie zbiorowe wszystkich utworów Warszawa: Gebethner i Wolff 1912
- 1912: Fantazja noworoczna wydanie zbiorowe wszystkich utworów Warszawa: Gebethner i Wolff 1912
- 1912: Adam, wydanie zbiorowe wszystkich utworów Warszawa: Gebethner i Wolff 1912[6]